# Быракан (приток Вилюя)
Бырака́н (также Бырыыкаан, Выракан, Бырыкан) — река в Вилюйском улусе Якутии (Россия), правый приток Вилюя. Длина реки составляет 160 км, площадь водосборного бассейна — 2340 км². 
Река берёт начало на Среднесибирском плоскогорье на высоте более 202 м над уровнем моря. Течёт преимущественно на север, сначала по заболоченной лесотундре, где встречаются тукуланы, затем в основном по лиственнично-сосновой холмистой тайге. Русло участками заболочено, меандрирует в низовьях, где реку пересекает автотрасса «Вилюй». Впадает в Вилюй в 267 км от его устья по правому берегу выше посёлка Кысыл-Сыр, на высоте 84 м над уровнем моря. Ширина в нижнем течении — 21-32 м при глубине 0,6-0,7 м, скорость течения в низовьях — 0,4 м/с. Населённых пунктов на реке нет. 
Основной приток — река Уоттах длиной 33 км (левый).

## Данные водного реестра
По данным государственного водного реестра России и геоинформационной системы водохозяйственного районирования территории РФ, подготовленной Федеральным агентством водных ресурсов:
- Бассейновый округ — Ленский
- Речной бассейн — Лена
- Речной подбассейн — Вилюй
- Водохозяйственный участок — Вилюй от впадения реки Марха до устья без реки Тюнг
- Код водного объекта — 18030800612117400027283